# NGC 5229
NGC 5229 ist eine 13,7 mag helle balkenspiralförmige Low Surface Brightness Galaxy vom Hubble-Typ SBcd im Sternbild der Jagdhunde und etwa 20 Millionen Lichtjahre von der Milchstraße entfernt.
Sie wurde am 1. Januar 1886 von Lewis A. Swift entdeckt.